# Notoraja sticta
Notoraja sticta is een vissensoort uit de familie van de Arhynchobatidae. De wetenschappelijke naam van de soort is voor het eerst geldig gepubliceerd in 2008 door McEachran & Last.